# Parc del Clot
El parc del Clot és una zona verda del barri del mateix nom de Barcelona, inclosa a l'Inventari del Patrimoni Arquitectònic de Catalunya.

## Història i descripció
Amb l'entrada en servei de la línia de ferrocarril de Barcelona a Granollers el 23 de juliol del 1854, s'hi va construir un petit baixador per a carregar i descarregar mercaderies. A partir del 1912, la companyia MZA el convertiria en una estació amb dues vies generals i una desviada, i dues andanes, i també construí uns tallers de reparació de trens a la banda de mar, instal·lacions que quedaren desafectades a finals del 1972, amb l'obertura de la nova estació soterrada d'El Clot - Aragó.
El parc, inaugurat el 1986, és obra dels arquitectes Dani Freixes i Vicente Miranda, i el tancament és definit per les restes del mur dels antics tallers, que formen una cantonada. Les arcades permeten veure l'interior, que queda matisat per una cascada. Del costat d'aquest mur neix un camí que desemboca en una plaça de pins i mimoses i que comunica amb la plaça de Valentí Almirall. L'horitzontalitat del parc queda trencada per un turó elevat artificialment amb la terra obtinguda excavant el buit per la plaça. Al seu darrere hi ha la secció d'una nau formada per voltes de maó suportades per columnes de ferro colat. Al centre d'aquest espai insòlit es troba l'escultura de bronze Rites of Spring (Ritus de Primavera) de l'artista americà Bryan Hunt, col·locada en una base de pedra dins d'un petit estany.

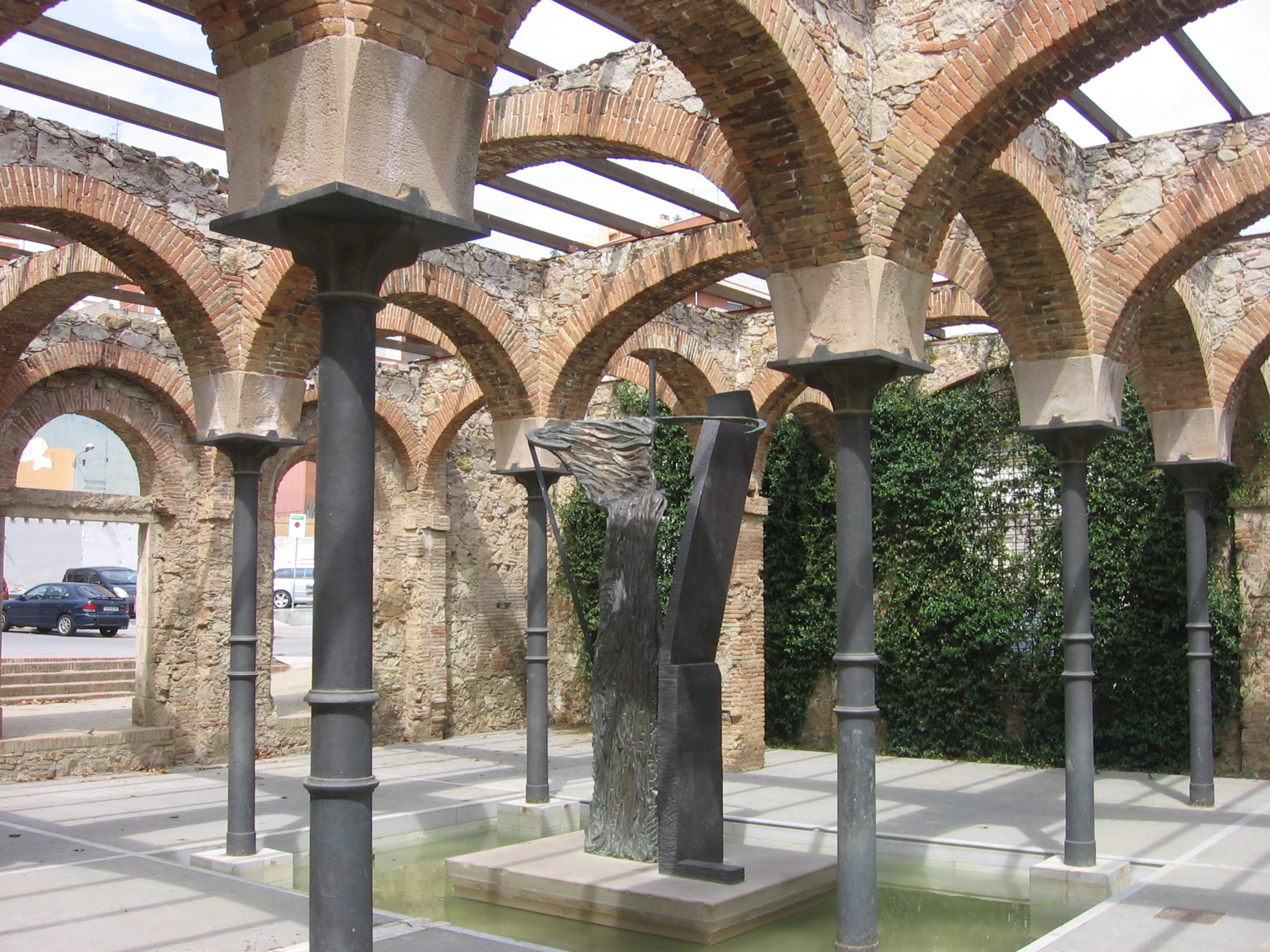
Escultura Rites of Spring, de Bryan Hunt

El parc es divideix per la contraposició de dos espais: un de tou o més natural marcat pel verd de la vegetació (plantes i arbres de la zona mediterrània) situat al voltant del turó i un altre de més dur o artificial que consta d'una plaça a un nivell inferior. Després del turó, una escalinata condueix a la plaça de Valentí Almirall, on es troba l'antiga Casa de la Vila de Sant Martí amb la torre del rellotge. A les escales s'hi ha conservat una antiga xemeneia de maó que es pot veure des de tots els punts del parc.